# Picco di Wegger
Il picco di Wegger (305 m s.l.m.) è una vetta sull'isola di re Giorgio, la maggiore delle Shetland Meridionali. Sorge sulla sponda occidentale dell'insenatura di Mackellar, nella baia dell'Ammiragliato.

## Storia
I partecipanti alla quarta spedizione antartica francese (1908-1910), guidati dall'esploratore polare Jean-Baptiste Charcot, chiamarono una collina nella posizione approssimativa di questa montagna Le Poing (in italiano Il Pugno). Gli scienziati del Falkland Islands Dependencies Survey identificarono l'oggetto scoperto da Charcot come un insieme di quattro picchi adiacenti che assomigliano alle nocche di un pugno chiuso se visti dall'area di Chabrier Rock. Il Comitato britannico per i toponimi antartici rifiutò la denominazione di Charcot e diede alle vette nomi individuali nel 1960. Il picco di Wegger prende il nome dall'ingegnere navale norvegese Ole Wegger (1859-1936), direttore del cantiere navale norvegese Framnæs Mekaniske Værksted a Sandefjord dal 1893 al 1932. Un picco vicino, l'Admiralen, prende il nome dall'Admiralen, la prima moderna nave officina baleniera costruita in questo cantiere navale.